# Quartetto per archi n. 14 (Beethoven)
Il Quartetto per archi n. 14 in Do diesis minore, op. 131 di Ludwig van Beethoven fu ultimato nel 1826. Il numero d'opera fu assegnato in base all'ordine di pubblicazione anche se in realtà risulta essere il quindicesimo quartetto ad essere stato composto da Beethoven. Con una durata di circa 40 minuti, il quartetto si compone di sette movimenti da eseguirsi senza nessuna pausa, come segue:
1. Adagio ma non troppo e molto espressivo
2. Allegro molto vivace
3. Allegro moderato
4. Andante ma non troppo e molto cantabile — Più mosso — Andante moderato e lusinghiero — Adagio — Allegretto — Adagio, ma non troppo e semplice — Allegretto
5. Presto
6. Adagio quasi un poco andante
7. Allegro

Questo lavoro sembra essere stato il preferito di Beethoven tra i suoi ultimi quartetti. Era stato dedicato al barone Joseph von Stutterheim come gesto di gratitudine per l'arruolamento nell'esercito di suo nipote Karl, dopo un tentativo di suicidio di quest'ultimo nel 1826.
Secondo alcuni biografi di Beethoven, dopo l'ascolto di un'esecuzione di questo quartetto, Schubert commentò dicendo, "Dopo questo, cosa ci resta da scrivere?".